# Коморин
8°4′40″ пн. ш. 77°33′5″ сх. д. / 8.07778° пн. ш. 77.55139° сх. д.
Ко́морин, Каньякумарі, Кумарі (там. கன்னியாகுமரி, англ. Cape Comorin) — кам'янистий мис, південна кінцівка півострова Індостан (Індійський субконтинент).
Мис є кінцевою точкою Західних і Східних Гатів і знаходиться в місці об'єднання трьох водних тіл — Аравійського моря, Бенгальської затоки та Індійського океану. Мис Коморин розмежовує два багаті історією райони Індії — на захід від мису простягається Малабарський берег, на схід — Коромандельський.
Північну частину мису займає місто Каньякумарі. Біля мису розташований популярний серед прочан острів, на якому знаходиться меморіальний комплекс Вівекананди з храмом богині Каньякумарі.
Передбачається, що міфічний континент Лемурія перебував на південь від мису Коморин.
Всупереч поширеній думці, Коморин не найпівденніша точка Індії. Найпівденнішою точкою Індії є мис Індіра (Пігмаліон) на острові Великий Нікобар.